# Деви, Джек
Джон Ге́нри Джордж Де́ви (англ. John Henry George Devey; 26 декабря 1866, Бирмингем — 11 октября 1940, там же), более известный как Джек Деви (англ. Jack Devey) — английский футболист, нападающий. Наиболее известен по выступлениям за клуб «Астон Вилла», в котором был капитаном на протяжении восьми лет, пять раз став чемпионом Англии и дважды выиграв Кубок Англии.
Также был профессиональным крикетистом, бейсболистом и велосипедистом.

## Футбольная карьера

### Клубная карьера
Уроженец Бирмингема, Джек выступал за футбольные клубы «Веллингтон», «Экселсиор», «Астон Юнити», «Астон Мейнор», «Вест Бромвич Альбион» и «Митчелл Сент-Джорджес». В 1891 году 24-летний футболист стал игроком клуба «Астон Вилла». Его дебют за клуб состоялся 5 сентября 1891 года в матче против «Блэкберн Роверс», в котором он сделал «дубль» и помог своей команде одержать победу со счётом 5:1. В следующей игре против «Вест Бромвич Альбион» 12 сентября Деви вновь сделал «дубль». Всего в сезоне 1891/92 Деви забил 30 голов, став лучшим бомбардиром команды. В чемпионате «Вилла» заняла четвёртое место, а в Кубке Англии дошла до финала, проиграв «Вест Бромвич Альбион».
Выступал в составе «Виллы» на протяжении 11 сезонов. Отличался отличным дриблингом и контролем мяча, высокой скоростью, хорошим движением на поле и лидерскими качествами. Был лучшим бомбадиром клуба в сезонах 1891/92, 1892/93, 1893/94, 1894/95, 1898/99 и 1900/01. «Астон Вилла» с Джеком Деви в качестве капитана пять раз становилась чемпионом Англии (в сезонах 1893/94, 1895/96, 1896/97, 1898/99 и 1899/1900) и дважды выигрывала Кубок Англии (в 1895 и 1897 годах). В сезоне 1896/97 «Астон Вилла» выиграла «дубль» (победа в чемпионате и кубке).

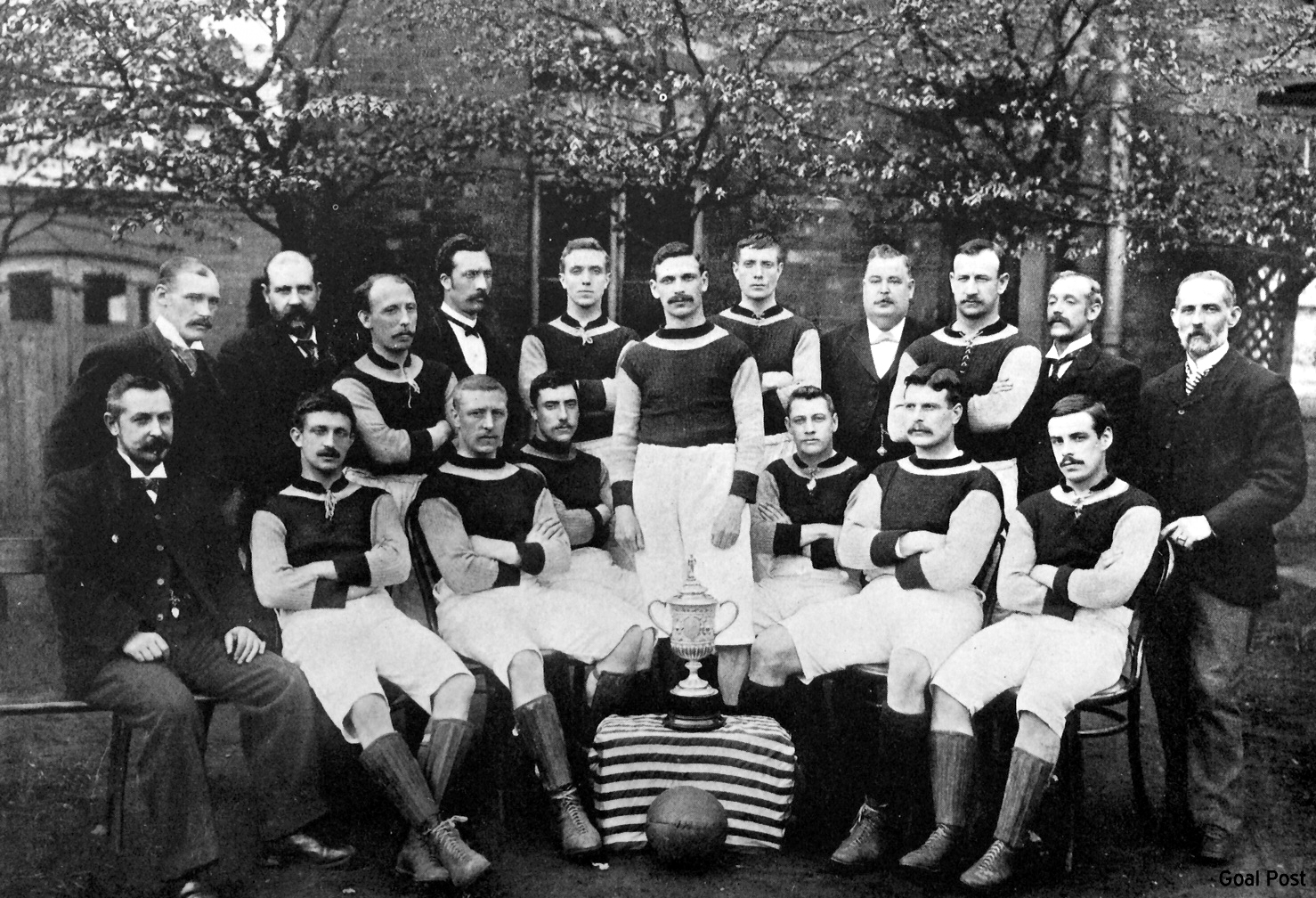
Капитан Джон Деви стоит в центре с выигранным Кубком Англии

В октябре 1896 года в честь Деви был организован благотворительный матч между «Астон Виллой» и «Дерби Каунти», после которого клуб вручил ему 100 фунтов стерлингов и подарил капитану табличку с надписью: 
Ваше учтивое поведение, мужественный характер, любовь к честной игре и лидерские качества в равной мере снискали к вам расположение товарищей и соперников, а охотное восхищение вами бесчисленных тысяч болельщиков свидетельствует о вашем мастерстве на футбольном и крикетном полях.

Директор «Астон Виллы» Уильям Макгрегор написал: 
Именно под руководством этого джентльмена и талантливого лидера, Джона Деви, наступил золотой век клуба «Астон Вилла». Джон Деви стал капитаном клуба в 1892 году. Под его руководством клуб выиграл лигу пять раз и английский кубок дважды.
Уильям Макгрегор. C.B Fry's Magazine, 1904.
Джек Деви сыграл за «Виллу» 308 официальных матчей и забил 177 голов. Свой последний матч за клуб провёл 29 января 1902 года. В апреле 1902 года  объявил о завершении карьеру футболиста. В апреле 1902 года стал директором «Астон Виллы» и оставался в этой должности на протяжении 32 лет до сентября 1934 года, активно участвуя в тренировочном процессе и скаутинге новых футболистов.
Помимо игр за клубы он провёл четыре матча за сборную Футбольной лиги, один матч за сборную Футбольного альянса и несколько матчей за сборную футбольной ассоциации Бирмингема.

## Карьера в сборной
5 марта 1892 года Деви дебютировал за сборную Англии в матче против сборной Ирландии в Белфасте.Два года спустя провёл свой второй и последний матч за сборную, также против Ирландии.

## Крикетная карьера
Джек Деви играл за крикетный клуб графства Уорикшир с 1887 по 1907 год.
19 июля 1906 года прошёл благотворительный матч в честь Деви, в котором сыграли крикетные клубы графств Уорикшир и Суррей. Было выручено 406 фунтов стерлингов.

## Бейсбольная карьера
Деви был одарённым бейсболистом. В 1890 году сыграл в Национальной лиге бейсбола Великобритании за бейсбольный клуб «Астон Вилла». Его команда выиграла первый и единственный чемпионат Великобритании по бейсболу.

## Личная жизнь
Трое братьев Джека также были профессиональными футболистами: Тед и Уилл выступали за другой бирмингемский клуб «Смолл Хит», а брат Боб и дядя Гарри, как и Джек, играли за «Астон Виллу». Ещё один брат, Абель, был крикетистом и выступал за крикетный клуб графства Стаффордшир.

## Смерть
Деви умер 11 октября 1940 года в Бирмингеме после длительной болезни.

## Достижения
«Астон Вилла»
- Чемпион Англии (5): 1893/94, 1895/96, 1896/97, 1898/99, 1899/1900
- Обладатель Кубка Англии (2): 1895, 1897
- Финалист Кубка Англии: 1892
- Обладатель Суперкубка шерифа Лондона[англ.]: 1901

Сборная Англии
Победитель Домашнего чемпионата Британии: 1892

## Статистика выступлений
| Клуб                  | Сезон            | Лига | Лига | Кубок Англии | Кубок Англии | Прочие | Прочие | Итого | Итого |
| Клуб                  | Сезон            | Игры | Голы | Игры         | Голы         | Игры   | Голы   | Игры  | Голы  |
| --------------------- | ---------------- | ---- | ---- | ------------ | ------------ | ------ | ------ | ----- | ----- |
| Экселсиор             | 1884/85          | -    | -    | 3            | ?            | 0      | 0      | 3     | ?     |
| Экселсиор             | 1885/86          | -    | -    | 1            | ?            | 0      | 0      | 1     | ?     |
| Экселсиор             | Итого            | 0    | 0    | 4            | ?            | 0      | 0      | 4     | ?     |
| Астон Юнити           | 1886/87          | -    | -    | 1            | ?            | 0      | 0      | 1     | ?     |
| Астон Юнити           | Итого            | 0    | 0    | 1            | ?            | 0      | 0      | 1     | ?     |
| Митчелл Сент-Джорджес | 1887/88          | -    | -    | 2            | ?            | 0      | 0      | 2     | ?     |
| Митчелл Сент-Джорджес | 1888/89          | 11   | 15   | 3            | ?            | 0      | 0      | 14    | 15+   |
| Митчелл Сент-Джорджес | 1889/90          | ?    | ?    | 2            | ?            | 0      | 0      | 2+    | ?     |
| Митчелл Сент-Джорджес | 1890/91          | ?    | ?    | 2            | ?            | 0      | 0      | 2+    | ?     |
| Митчелл Сент-Джорджес | Итого            | 51   | 49   | 9            | ?            | 0      | 0      | 60    | 49+   |
| Астон Вилла           | 1891/92          | 25   | 29   | 5            | 5            | 0      | 0      | 30    | 34    |
| Астон Вилла           | 1892/93          | 30   | 18   | 1            | 1            | 0      | 0      | 31    | 19    |
| Астон Вилла           | 1893/94          | 29   | 20   | 4            | 2            | 0      | 0      | 23    | 22    |
| Астон Вилла           | 1894/95          | 25   | 16   | 5            | 3            | 0      | 0      | 30    | 19    |
| Астон Вилла           | 1895/96          | 30   | 16   | 1            | 0            | 0      | 0      | 31    | 16    |
| Астон Вилла           | 1896/97          | 29   | 17   | 7            | 0            | 0      | 0      | 36    | 17    |
| Астон Вилла           | 1897/98          | 18   | 3    | 0            | 0            | 0      | 0      | 18    | 3     |
| Астон Вилла           | 1898/99          | 30   | 21   | 1            | 0            | 0      | 0      | 31    | 21    |
| Астон Вилла           | 1899/00          | 25   | 13   | 6            | 5            | 1      | 0      | 32    | 18    |
| Астон Вилла           | 1900/01          | 27   | 13   | 7            | 2            | 1      | 0      | 35    | 15    |
| Астон Вилла           | 1901/02          | 3    | 2    | 1            | 0            | 0      | 0      | 4     | 2     |
| Астон Вилла           | Итого            | 271  | 168  | 38           | 18           | 2      | 0      | 311   | 186   |
| Астон Вилла (резерв)  | 1901/02          | 1    | 0    | 0            | 0            | 0      | 0      | 1     | 0     |
| Астон Вилла (резерв)  | 1905/06          | 1    | 1    | 0            | 0            | 0      | 0      | 1     | 1     |
| Астон Вилла (резерв)  | Итого            | 2    | 1    | 0            | 0            | 0      | 0      | 2     | 1     |
| Всего за карьеру      | Всего за карьеру | 324  | 218  | 52           | 27           | 2      | 0      | 378   | 245   |